# 1944
Понякога редното числително име, обозначаващо годината, се използва като синоним на коренната промяна в обществения строй, обусловена от поемането на властта от БКП (вж. събитията)

## Събития
- 19 април – Открита е случайно Тракийската гробница в Казанлък.
- 17 юни – Исландия отхвърля личната уния с Дания и се обявява за независима република.
- 1 септември – Втора световна война: Правителството на Иван Багрянов се оттегля от властта.
- 5 септември – Втора световна война: СССР обявява война на България.
- 9 септември – Въпреки твърде късно обявения от българското правителство неутралитет във Втората световна война през август и изтеглянето на германските войски, след нахлуването на Съветската армия в България на 8 септември, страната е окупирана и властта – предадена на БКП и Отечествения фронт.
- 9 септември – Бургас е окупиран от Червената армия

## Родени
- Мохамед Наджи ал Отари, сирийски политик
- Хуей Ляню, китайски политик
- 8 януари – Тери Брукс, американски писател
- 9 януари – Джими Пейдж, британски китарист и основател на рок групата Лед Цепелин
- 12 януари
  - Властимил Хорт, чехословашки/немски шахматист
  - Джо Фрейзър, американски боксьор († 2011 г.)
- 21 януари – Румен Антонов, български изобретател
- 27 януари
  - Марийд Кориган, северно ирландска общественичка
  - Ник Мейсън, английски барабанист
- 29 януари – Стоян Йорданов, български футболист и треньор
- 30 януари – Цветана Манева, българска актриса
- 5 февруари – Джеймс Пардю, американски дипломат, посланик на САЩ в България (2002 – 2005)
- 14 февруари
  - Рони Петерсон, шведски пилот от Формула 1 († 1978 г.)
  - Алън Паркър, британски режисьор и писател
- 15 февруари – Джохар Дудаев, чеченски сепаратист
- 20 февруари – Вилем ван Ханегем, холандски футболист
- 22 февруари – Виктор Михайлов, български политик
- 24 февруари – Дейвид Уайнленд, американски физик, лауреат на Нобелова награда за физика през 2012 г.
- 26 февруари – Марко Тодоров, български учен и политик
- 28 февруари – Сеп Майер, немски футболист
- 4 март – Харви Постълуайт, британски инженер
- 5 март – Ристо Шанев, поет от Република Македония
- 16 март – Андрю Таненбаум, професор по математика
- 19 март – Иван Вутов, български футболист
- 23 март – Мартин Полак, немски писател
- 24 март
  - Воислав Кощуница, политик
  - Роналд Лий Ърми, американски актьор
- 29 март – Владимир Гаджев, български музикален критик
- 4 април – Роберт Шиндел, австрийски писател
- 6 април – Флорин Георгиу, румънски шахматист
- 7 април – Герхард Шрьодер, германски политик
- 8 април – Кристоф Хайн, немски писател
- 13 април – Ханс Кристоф Бух, немски писател
- 19 април – Джеймс Хекман, американски икономист, лауреат на Нобелова награда за икономика през 2000 г.
- 28 април – Гюнтер Ферхойген, германски и европейски политик
- 2 май – Франц Инерхофер, австрийски писател
- 5 май
  - Джон Рис-Дейвис, британски актьор
  - Жан-Пиер Лео, френски актьор
- 9 май – Младен Каменов, български инженер и бивш кмет на община Видин.
- 12 май – Ева Демски, немска писателка
- 14 май – Джордж Лукас, американски продуцент и режисьор
- 18 май
  - Албърт Хемънд, английски певец
  - Иван Митев Станев, български киносценарист и писател
- 20 май – Джо Кокър, британски певец († 2014 г.)
- 21 май
  - Борислав Грънчаров, български поп певец († 2017 г.)
  - Джанет Дейли, американска писателка († 2013 г.)
- 13 юни – Бан Ки Мун, Южнокорейски политик
- 18 юни – Веселин Близнаков, български политик
- 20 юни – Ангел Сотиров, български психолог
- 23 юни – Петер Биери, швейцарски философ и писател
- 28 юни – Георги Христакиев, български футболист
- 1 юли – Стоян Райчевски, български публицист
- 13 юли – Ерньо Рубик, унгарски изобретател
- 17 юли – Евгени Чачев, български политик
- 18 юли – Дейвид Хъмъри, английски хърделист
- 21 юли – Тони Скот, британски режисьор († 2012 г.)
- 30 юли – Ренате Файл, немска писателка
- 31 юли – Робърт Мертън, американски икономист, лауреат на Нобелова награда за икономика през 1997 г.
- 11 август – Христо Калчев, български писател
- 13 август – Михаел Гайер, немски дипломат
- 14 август – Георги Попов, български футболист
- 15 август – Силви Вартан, френска певица
- 20 август – Раджив Ганди, Индийски политик
- 28 август – Бойд Кодиктън, американски автомобилен дизайнер († 2008 г.)
- 29 август – Лукас Хартман, швейцарски писател
- 1 септември – Леонард Слаткин, американски диригент
- 5 септември – Милчо Лалков, български историк
- 9 септември
  - Иван Желев, български богослов и политик
  - Цанко Яблански, български учен и политик
- 12 септември
  - Бари Уайт, соул и диско певец
  - Винфрид Ньот, немски лингвист и семиотик
- 14 септември – Гюнтер Нетцер, немски футболист
- 17 септември – Райнхолд Меснер, италиански алпинист
- 18 септември – Иван Милев, български музикант
- 22 септември – Анна Томова-Синтова, българска певица
- 25 септември
  - Майкъл Дъглас, американски актьор
  - Виталий Цешковски, руски шахматист († 2011 г.)
- 26 септември – Петер Турини, австрийски писател
- 29 септември – Христо Кирчев, български политик
- 10 октомври – Петър Жеков, български футболист († 2023 г.)
- 15 октомври
  - Ставри Калинов, български скулптор и художник
  - Сали Бериша, албански политик и президент на Албания (1992 – 1997)
  - Дейвид Тримбъл, британски политик, лауреат на Нобелова награда за мир през 1998 г. († 2022 г.)
- 20 октомври – Здравко Митев, български футболист
- 25 октомври – Кати Ковач, унгарска певица
- 28 октомври – Колюш, френски киноартист
- 29 октомври – Христина Ангелакова, българска оперна певица
- 30 октомври – Кирил Маричков, български музикант († 2024 г.)
- 1 ноември
  - Рафик Харири, ливански политик († 2005 г.)
  - Иван Бенчев, български изкуствовед († 2012 г.)
- 3 ноември – Надежда Захариева, българска поетеса
- 4 ноември – Димитър Йончев, български политик
- 7 ноември – Луиджи Рива, италиански футболист
- 13 ноември – Петер Брабек-Летмат, австрийски бизнесмен
- 17 ноември
  - Дани ДеВито, американски актьор, сценарист и режисьор
  - Рем Куулхаас, холандски архитект
- 18 ноември – Борислав Боянов, български математик († 2009 г.)
- 20 ноември – Кирил Райков, български футболист
- 21 ноември
  - Ричард Дърбин, американски политик
  - Харолд Реймис, американски актьор, режисьор и сценарист († 2014 г.)
- 28 ноември – Дражен Цолич, хърватски дипломат
- 2 декември
  - Ибрахим Ругова, косовски политик († 2006 г.)
  - Бото Щраус, немски писател и драматург
  - Атанас Стоев, български акордеонист, композитор, аранжор и певец
- 5 декември – Бойка Присадова, българска народна певица († 2017 г.)
- 11 декември – Джани Моранди, италиански певец
- 16 декември – Нхау, намибийски актьор
- 17 декември
  - Джак Чокър, американски писател († 2005 г.)
  - Елда Вилер, словенска поп и джаз певица
- 25 декември – Жаирзиньо, бразилски футболист
- 27 декември
  - Мик Джонс, британски музикант
  - Маркус Вернер, швейцарски писател († 2016 г.)
- 28 декември – Ангел Георгиев, български драматичен актьор († 2012 г.)

## Починали
- ? – Ради Мазников, български футболист
- Александър Белев, български политик
- Велко Спанчев, български икономист
- Владимир Балан, български авиатор
- Георги Фингов, български архитект
- Димитър Зографов, български футболист
- Михаил Попруженко, български славист
- Никола Атанасов, български революционер и политик
- Никола Благоев, български историк
- септември – Коста Николов, български военен деец
- септември – Тодор Сопотски, български революционер
- 5 януари – Паисий Каравелов, български духовник и общественик (р. 1891 г.)
- 6 януари – Весела Василева, българска поетеса (р. 1919 г.)
- 7 януари – Лу Хенри Хувър, първа дама на САЩ (1929 – 1933)
- 10 януари
  - Андрей Тошев, български дипломат (р. 1867 г.)
  - Христо Обрешков, български цигулар (р. 1907 г.)
- 11 януари – Галеацо Чано, италиански политик
- 23 януари
  - Михаил Маджаров, български политик (р. 1854 г.)
  - Едвард Мунк, норвежки художник
- 27 януари – Иван Нелчинов, български революционер
- 6 февруари – Кирил Ботев, български офицер и държавник (р. 1856 г.)
- 8 февруари – Христо Михайлов, деец на БКП
- 9 февруари – Кирил Пърличев,
- 12 февруари – Панарет Брегалнишки, български духовник
- 23 февруари – Георги Колушки, български химик
- 5 март – Макс Жакоб, френски поет (р. 1876 г.)
- 9 март – Карел Шкорпил, чешко-български археолог
- 10 март – Ангел Чаушев, антифашист от Баташкия край
- 14 март – Петър Найчев,
- 24 март – Чарлз Орд Уингейт, британски офицер (р. 1903 г.)
- 30 март – Върбан Генчев, български партизанин и деец на БРП, политкомисар на Горнооряховски партизански отряд (р. 1918 г.)
- 1 април
  - Иван Козарев, партизанин, деец на БКП
  - Митко Палаузов, дете партизанин
- 9 април – Антон Павлов,
- 11 април – Димитър Добрев, български морски офицер (р. 1868 г.)
- 13 април – Харалампи Тачев, български художник
- 3 май – Вела Пеева, българска партизанка
- 11 май – Макс Уле, германски археолог (р. 1856 г.)
- 17 май – Александър Димитров, деец на РМС и БКП
- 20 май – Иван Улитин,
- 21 май – Атанас Манчев, български поет (р. 1921 г.)
- 23 май – Дичо Петров, български офицер
- 29 май – Иван Нивянин,
- 7 юни – Вълко Димитров, деец на БЗНС, ятак
- 10 юни – Франк Томпсън, британски офицер
- 18 юни – Виолета Якова, деец на РМС
- 19 юни – Стоян Едрев, военен деец на БРП(к), публицист и партизанин
- 1 юли – Таня Савичева, руска ученичка (* 1930)
- 12 юли – Сергей Булгаков, философ
- 26 юли – Реза Шах Пахлави, Ирански монарх
- 30 юли – Николай Поликарпов, съветски изобретател
- 31 юли – Антоан дьо Сент-Екзюпери, френски писател (р. 1900 г.)
- 8 август – Айно Акте, финландска певица (р. 1876 г.)
- 19 август
  - Гюнтер фон Клюге, германски офицер (р. 1882 г.)
  - Бронислав Камински, Руски офицер от СС
- 23 август – Абдул Меджид II, османски халиф
- 26 август – Станке Димитров, български антифашист
- 10 септември – Данаил Крапчев, български журналист
- 12 септември
  - Атанас Стефанов, български военен деец
  - Методи Шаторов, български комунистически деец и партизанин
- 27 септември
  - Аристид Майол,
  - Георги Тановски, български военен деец
  - Сергей Прокудин-Горски, руски фотограф
- 29 септември – Иван Ингилизов, български революционер
- 7 октомври – Ацо Караманов, македонски поет и партизанин (р. 1927 г.)
- 10 октомври – Александър Пипонков, български партизанин
- 14 октомври – Ервин Ромел, немски генерал (р. 1891 г.)
- 20 октомври – Стоил Стоилов, български режисьор, актьор и театрален деец (р. 1893 г.)
- 26 октомври – Беатрис Батенберг, британска принцеса
- 29 октомври – Иван Попов, български политик
- 30 октомври – Васил Демиревски, деец на БКП, партизанин
- 7 ноември
  - Кирил Христов, български писател (р. 1875 г.)
  - Рихард Зорге, журналист, съветски шпионин
- 18 ноември – Райко Алексиев, художник, карикатурист, публицист
- 30 ноември – Михаил Джеров, български революционер
- 2 декември – Филипо Томазо Маринети, италиански писател, футурист
- 7 декември – Мишо Хаджийски, български писател от Таврия (р. 1916 г.)
- 10 декември
  - Пол Отле, белгийски библиограф (р. 1868 г.)
  - Тодор Чипев, български издател
- 13 декември – Василий Кандински, руски художник
- 27 декември – Петър Дънов, български философ (р. 1864 г.)
- 30 декември – Ромен Ролан, френски писател

## Нобелови награди
- Физика – Изидор Исак Раби
- Химия – Ото Хан
- Физиология или медицина – Джоузеф Ърленгър, Херберт Гасер
- Литература – Йоханес Йенсен
- Мир – Международен комитет на Червения кръст

Вижте също:
- календара за тази година